# Língua ndrumbea
Ndrumbea, ou ainda Ndumbea, Dubea, Drubea, Païta, é uma língua da Nova Caledônia que dá seu nome à capital, Nouméa, dessa comunidade especial da França situada na Melanésia. Também do nome da língua se deriva a denominação da cidade vizinha de Dumbéa. O idioma se dispersou para vilarejos prósimos à capital , restando hoje poucos falantes. Gordon (1995) estima que não haja mais de 200 a 300 falantes. Os Dubea são povo; a língua já foi chamada Naa Dubea (mais precisamente Ṇã́ã Ṇḍùmbea) "língua dos Dubea".
Ndrumbea é uma das línguas austronésias que apresenta tons , tendo uma séria de consoantes não usuais nessa região.

## Escrita
A língua Ndrumbea usa o alfabeto latino ensinado por missionários. O alfabeto não usa as letras C, F, J, L, Q, S, U, X, Zmas apresenta os grupos Aa, Bw, Dr, Ee, Gw, Kw, Mw, Ng, Nr, Oo, Pw.

## Fonologia
Ndrumbea, como sua relacionada mais próxima Numee, é uma língua tonal com três tons: Alto.,Médio, Baixo.

### Vogais
Ndrumbea tem sete vogais orais, longas e curtas. As vogais médias frontais são mais baixas quando curtas do que quando longas: /i e ɛ a o ʊ u/; /iː ɪː eː aː oː ʊː uː/. São cinco as vogais nasais, também longas e curtas: /ĩ ẽ ã õ ũ/; /ĩː ẽː ãː õː ũː/. Essas últimas interagem com as consoantes nasais descritas abaixo. Vogais posteriores não ocorrem depois de concsoantes labializadas,  /ŋ/, ou /ɣ/. Adicionalmente da correlação complementar entre vogais e consoantes nasais, as vogais nasai não ocorrem depois de  /j, ɽ, ɣ/. /ɣ/–vogal oral deriva historicamente de vogal nasal ŋ.
Foneticamente, um grupo de consoante vibrante oclusiva fica separado de uma vogal epêntica obscura com a mesma qualidade da vogal fonêmica que se seguir.

### Consoantes
Vogais nasais sempre ficam contrastadas com consoantes nais oclusivas, do modo como ocorre  Numee. Porém, em Ndrmbea, as nasais oclusivas ficam parcialmente desnasalizadas antes de vogais orais, assim nesse caso as oclusivas pre-nasalizadase nasaisocluisivas precedem tais vogais. Similiarmente, /j/ somente ocorre antes de vogais orais..
|                     | Labial | Labializada labial | Dental | Apical post-alveolar | Laminal postalveolar | Palatal | Velar  | Labializada velar |
| ------------------- | ------ | ------------------ | ------ | -------------------- | -------------------- | ------- | ------ | ----------------- |
| Plosiva             | p      | pʷ                 | t̪      | ʈ                    | t̠                    |         | k      | kʷ                |
| (Pre)nasal oclusiva | m ~ mb | mʷ ~ mbʷ           | n̪ ~ n̪d̪ | ɳ ~ ɳɖ               | n̠ ~ n̠d̠               |         | ŋ ~ ŋɡ | ŋɡʷ               |
| Fricativa           | v      |                    |        |                      |                      |         | ɣ      |                   |
| Aproximante         |        |                    |        |                      |                      | j       |        | w                 |
| Vibrante simples    |        |                    |        | ɽ ~ ɻ                |                      |         |        |                   |